# The Big O (album)
The Big O è un album in studio del cantautore e chitarrista statunitense Roy Orbison, pubblicato nel 1969.

## Tracce
Side 1
1. Break My Mind – 3:14 (John D. Loudermilk)
2. Help Me, Rhonda – 2:55 (Brian Wilson)
3. Only You – 2:40 (Buck Ram)
4. Down the Line – 2:25 (Roy Orbison)
5. Money – 3:00 (Berry Gordy Jr., Janie Bradford)
6. When I Stop Dreaming – 2:31 (Ira Louvin, Charlie Louvin)

Side 2
1. Loving Touch – 2:48 (Terry Widlake)
2. Land of a Thousand Dances – 3:12 (Chris Kenner, Fats Domino)
3. Scarlet Ribbons (For Her Hair) – 2:59 (Evelyn Danzig, Jack Segal)
4. She Won't Hang Her Love Out (On the Line) – 2:11 (Bill Dees, Mark Mathis)
5. Casting My Spell on You – 2:04 (Edwin Johnson, Alvin Johnson)
6. Penny Arcade – 3:07 (Sammy King)